# Pietro Maria d'Agostino
Pietro Maria d'Agostino (Sciacca, 7 aprile 1756 – Girgenti, 18 luglio 1835) è stato un vescovo cattolico italiano,  82º vescovo di Agrigento.

## Biografia

### Carriera ecclesiastica
Nacque a Sciacca il 7 aprile 1756 e giovanissimo entrò nel Monastero di San Nicolò l'Arena di Catania. All'età di 23 anni, l'11 marzo 1780, fu ordinato sacerdote. Il 25 aprile 1823 fu selezionato come possibile vescovo di Girgenti da papa Leone XII e confermato il 17 novembre dello stesso anno. Fu ordinato il 23 novembre dal cardinale Giulio Maria della Somaglia. Durante il suo vescovato, riaprì il seminario di Girgenti, restaurò la cattedrale di San Gerlando e fondò presso la Congregazione del Santissimo Redentore, una casa di esercizi per il clero. Morì a Girgenti il 18 luglio 1835.

## Genealogia episcopale
La genealogia episcopale è:
- Cardinale Scipione Rebiba
- Cardinale Giulio Antonio Santori
- Cardinale Girolamo Bernerio, O.P.
- Arcivescovo Galeazzo Sanvitale
- Cardinale Ludovico Ludovisi
- Cardinale Luigi Caetani
- Cardinale Ulderico Carpegna
- Cardinale Paluzzo Paluzzi Altieri degli Albertoni
- Papa Benedetto XIII
- Papa Benedetto XIV
- Papa Clemente XIII
- Cardinale Marcantonio Colonna
- Cardinale Giacinto Sigismondo Gerdil, B.
- Cardinale Giulio Maria della Somaglia
- Vescovo Pietro Maria d'Agostino